# گلخانه آب دریا
گلخانهٔ آب دریا گلخانه‌ای است که با استفاده از آب دریا و انرژی خورشیدی امکان رویش گیاهان را در زمین‌های غیرقابل کشت فراهم می‌کند. در این فناوری نخست آب دریا به زمین‌های غیرقابل کشت در جوار دریا به گلخانه تلمبه می‌شود و سپس از آب دریا در دو روند استفاده می‌شود. نخست از آب دریا برای افزایش رطوبت و پایین آوردن دمای هوا استفاده می‌شود. در روند دیگر آب دریا با استفاده از گرمایش خورشیدی بخار شده و پس از تعریق، آب شیرین به دست می‌آید. در نهایت هوای مرطوب باقی‌مانده در سیستم بستهٔ گلخانه برای بهبود وضعیت رشد گیاهان بیرون از گلخانه به بیرون هدایت می‌شود. ساخت گلخانهٔ آب دریا عکس‌العملی است به شدت گرفتن بحران آب در جهان.
گلخانهٔ آب دریا، یک روش نسبتاً جدید و امیدوارکننده برای شیرین‌کردن و نمک‌زدایی از آب دریا و استفاده از آن برای شرب یا در کشاورزی است. این نوع گلخانه نخستین بار توسط مخترع انگلیسی چارلی پی‌تون (Charlie Paton) در اوایل دههٔ ۱۹۹۰ میلادی ارائه شد. موفقیت گلخانهٔ آب دریا بستگی زیادی به شرایط محیطی احاطه‌کنندهٔ گلخانه دارد. این نوع گلخانه بیشتر مناسب مناطق ساحلی گرم، آفتابی و خشک با وزش باد ثابت است. گلخانهٔ آب دریا در تولید آب شیرین برای آبیاری محصولات کشت‌شده در داخل یا اطراف محیط گلخانه خودکفایی دارد، پس می‌تواند به‌عنوان یک روش مناسب برای کشاورزی در مناطق گرم و خشک با بارش کم به کار گرفته شود. هر واحد گلخانهٔ آب دریا از دو سیستم پد (Pad) متخلخل مقوایی، یک کندانسور، فن، لوله‌های حاوی آب دریا و آب تقطیرشده و فضای بین دو سیستم پد متخلخل تشکیل شده که در واقع همان محیط کشت گلخانه است. عملکرد گلخانه به این شکل است که هوای گرم در ورودی گلخانه از سیستم پد متخلخل مقوایی اول عبور می‌کند. حین عبور هوای گرم از این پد، دمای آن در اثر تبادل حرارت با آب دریا، کاهش یافته و رطوبت نسبی آن افزایش می‌یابد و این هوای خنک و مرطوب وارد فضای گلخانه می‌شود. این هوای عبوری هنوز رطوبت نسبی کافی برای تبدیل شدن به آب شیرین را ندارد یا به عبارت دیگر قابلیت جدا کردن آب از آن بسیار کم است. به همین علت این هوا از سیستم دوم پد مقوایی، عبور داده می‌شود تا همانند قسمت اول، دمای آن کاهش و رطوبت نسبی آن افزایش یابد. اکنون این هوا دارای رطوبت نسبی بالا و کافی است که با عبور از کندانسور، تبدیل به آب شیرین تقطیرشده می‌شود. مقداری از این آب برای مصرف محصولات کشت‌شدهٔ موجود در گلخانه و بقیه می‌تواند برای مصرف شرب مورد استفاده قرار گیرد. فضای گلخانه با تابش خورشید گرم می‌شود و محیط مناسب برای رشد محصولات کشت‌شدهٔ مختلف را فراهم می‌آورد. انرژی لازم برای کار فن‌های مکندهٔ هوا یا آب دریا را هم می‌توان از سلول‌های خورشیدی تهیه کرد.
|  |  |